# Дражево (Ново Село)
Дражево (мкд. Дражево) је насеље у Северној Македонији, у крајње југоисточном делу државе. Дражево је у саставу општине Ново Село.

## Географија
Дражево је смештено у крајње југоисточном делу Северне Македоније, близу државне тромеђе са Грчком и Бугарском (4 km југоисточно од села). Од најближег града, Струмице, насеље је удаљено 28 km источно.
Насеље Дражево се налази у историјској области Струмица. Насеље је положено на југоисточном ободу Струмичког поља, на месту где се оно издиже у прва брда, која ка југу прелазе у планину Беласицу. Надморска висина насеља је приближно 340 метара.
Месна клима је блажи облик континенталне због близине Егејског мора (жарка лета).

## Становништво
Дражево је према последњем попису из 2002. године имало 462 становника. По попису из 1971. године, село је имало 649 житеља. Смањивање је везано за исељавање становништва у западноевропске земље.
| Националност | Број |
| Македонци    | 460  |
| Албанци      | 0    |
| Турци        | 0    |
| Роми         | 0    |
| Власи        | 0    |
| Срби         | 1    |
| Бошњаци      | 0    |
| други        | 1    |

Већинска вероисповест месног становништва је православље.